# Alexandre Adandé
Alexandre Sènou Adandé né le 7 mai 1912 à Porto-Novo au Dahomey (actuel Bénin) et mort le 8 avril 1993 à Cotonou, est un ethnographe et homme politique béninois.

## Biographie
Après ses études à l'École normale William-Ponty (1932 à 1935), Alexandre Adandé entre à l'Institut français d'Afrique noire où il est archiviste de 1938 à 1948, puis devient chef du département d'ethnographie en 1948 jusqu'en 1960. Simultanément, entre 1946 et 1947, il travaille à l'Institut d'Ethnologie de l'université de Paris et à l'École du Louvre.
En janvier 1957, il devient secrétaire général du parti Convention africaine (CAf) fondé par Léopold Sédar Senghor et occupe ce poste jusqu'à la dissolution du parti en mars 1958. Après la proclamation de la République du Dahomey le 4 décembre 1958, il devient ministre de l'Agriculture dans le gouvernement provisoire de Sourou Migan Apithy et est alors de 1959 à 1963 délégué à l'Organisation des Nations unies pour l'alimentation et l'agriculture (FAO).
En 1960, Adandé est nommé ministre des Finances et du Budget dans le gouvernement d'Hubert Maga, premier président de la République de l'histoire du pays depuis le 11 décembre 1960. Dans le cadre d'un remaniement ministériel, il occupe ensuite le poste de ministre de l'Agriculture et du Développement rural de 1962 à 1963.
Plus tard, il est garde des Sceaux, ministre de la Justice et de la Législation dans le gouvernement de Sourou Migan Apithy, président du 25 janvier 1964 jusqu'à sa démission le 27 novembre 1965. En 1967, il devient conseiller agricole en chef et représentant de la République du Dahomey à la FAO. Il prend sa retraite dans le milieu des années quatre-vingt.

## Hommage
Le musée ethnographique Alexandre Sènou Adandé de Porto-Novo, fondé en 1962, a été nommé en son honneur. Il contient des objets qui représentent la culture ethnographique et religieuse du Bénin (masques Gèlèdè, instruments de musique, mobiliers, etc.).

## Distinctions et décorations
- Commandeur de l'ordre national du Dahomey (1962)[6]
- Grand officier de l'ordre national du Dahomey (1967)[7]

## Publications
- Le maïs et ses usages au Bénin méridional[8], 1946
- Les masques et leur importance dans les sociétés africaines, 1952
- Les besoins essentiels des musées africains, 1954
- Les Récades des Rois du Dahomey[9], 1962
- Préservation des œuvres d'art et d'artisanat[10], 1966